# Tours préliminaires de la coupe de Belgique de football 1963-1964
 (mai 2024).
Navigation
Édition précédente Édition suivante

## Règlement et organisation
En vertu du règlement de l’URBSFA, la division de référence d’un club pour déterminer le tour auquel il commence la compétition est celle où il évoluait lors de la saison 1962-1963.
Cette disposition, décidée par le Comité Exécutif de l’URBSFA, établit les critères suivants :
- Les clubs promus de Promotion vers la Division 3 commencent leur parcours au 2e tour.
- Les clubs relégués de Division 3 vers la Promotion n’entrent en lice qu’au 4e tour.
- Les clubs montant de Division 3 à la Division 2 participent au 4e tour préliminaire.
- Les clubs relégués de Division 2 commencent leur compétition directement aux 1/32e de finale.

Dans cet article et les suivants, la division mentionnée pour un club est celle dans laquelle il évolue lors de la saison concernée, c’est-à-dire 1963-1964.

## Statistiques et organisation des tours préliminaires
Au total, 224 clubs sont engagés dans la compétition pour la saison 1963-1964, et 192 rencontres sont théoriquement prévues sur l’ensemble des quatre tours préliminaires. Cependant, ces chiffres peuvent varier en fonction d’éventuels désistements. Ainsi, pour la phase préliminaire de 1963-1964, 223 équipes ont effectivement participé, disputant un total de 191 matchs.

## Organisation de la compétition
Toutes les rencontres se jouent en un seul match, sur le terrain de la première équipe indiquée. En cas d'égalité à la fin des quatre-vingt-dix minutes réglementaires, les deux équipes sont départagées au nombre de corners obtenus. Si elles sont toujours à égalité, un tirage au sort (pile ou face) désigne le qualifié.
Les équipes de division 3 commencent au 4e tour.

## Groupes géographiques
Les trois premiers tours sont joués par groupes géographiques (provinces, provinces limitrophes...).
Les groupes sont composés majoritairement selon les critères suivants :
- Province d'Anvers - Province de Brabant
- Province d'Anvers - Province de Limbourg
- Province de Flandre occidentale - Province de Flandre orientale
- Province de Brabant - Province de Hainaut - Province de Namur
- Province de Liège - Province de Limbourg - Province de Luxembourg
- Province de Hainaut - Province de Namur - Province de Luxembourg
- Province de Liège - Province de Luxembourg - Province de Namur

## Participants
Au total, 223 équipes prennent part aux quatre premiers tours préliminaires. Le nombre de participants par province du nombre de qualifiés se fait en fonction du nombre de clubs affiliés à l'URBSFA.
| Tours    | Dates        | Équipes engagées | Nombre de matchs | Équipes qui débutent | Équipes exemptées |
| -------- | ------------ | ---------------- | ---------------- | -------------------- | ----------------- |
| 1er tour | 4 août 1963  | 128              | 64               | 128                  | 0                 |
| 2e tour  | 11 août 1963 | 127              | 63               | 63                   | 1                 |
| 3e tour  | 18 août 1963 | 64               | 32               | -                    | 0                 |
| 4e tour  | 25 août 1963 | 64               | 32               | 32                   | -                 |
| TOTAUX   |              | 223              | 191              | -                    | 1                 |

| Provinces                                                                                               | Abréviations | 1er tour | Clubs de Promotion (P) | Clubs de D3 (III) | TOTAUX |
| --- | ------------ | -------- | ---------------------- | ----------------- | ------ |
| Province d'Anvers                                                                                       | p-Anv        | 14       | 11                     | 4                 | 29     |
| Province de Brabant Région de Bruxelles-Capitale Province du Brabant flamand Province du Brabant wallon | p-Bbt        | 16       | 11                     | 3                 | 30     |
| Province de Flandre-Occidentale                                                                         | p-Wvl        | 13       | 5                      | 2                 | 20     |
| Province de Flandre-Orientale                                                                           | p-OVl        | 13       | 8                      | 6                 | 27     |
| Province de Hainaut                                                                                     | p-Hai        | 14       | 8                      | 2                 | 24     |
| Province de Liège                                                                                       | p-Liè        | 14       | 9                      | 3                 | 26     |
| Province de Limbourg                                                                                    | p-Lim        | 14       | 7                      | 4                 | 25     |
| Province de Luxembourg                                                                                  | p-Lux        | 14       | 3                      | 0                 | 17     |
| Province de Namur                                                                                       | p-Nam        | 14       | 2                      | 2                 | 18     |

## Résultats des trois premiers tours

### Légende
|  | Clubs qualifiés pour le 2e tour |
|  | Clubs qualifiés pour le 3e tour |
|  | Clubs qualifiés pour le 4e tour |

: indique que le club a été relégué dans la division renseignée à la fin de la saison précédente
: indique que le club a été promu dans la division renseignée à la fin de la saison précédente
« Corners x-x » = qualification acquise en raison du plus grand nombre de corners (coups de coin) obtenus
« Toss »: qualification acquise après un tirage au sort (jet d'une pièce)
« ???? »: la raison de la qualification (corners, toss...) n'est pas connue avec certitude

### Premier tour
Certaines équipes participantes ont gagné le droit de jouer en promotion dans le championnat qui débute quelques semaines plus tard, mais elles sont toujours considérées comme « provinciales » et doivent donc entamer leur parcours au 1er tour. Pour ce tour préliminaire, il n'y a ni prolongation, ni départage aux coups de coin. En cas d'égalité, les équipes procèdent au « bottés des penalties », cinq tireurs différents par club. Dans le tableau ci-dessous, les rencontres sont listées telles qu'elles le sont dans les journaux de l'époque . Sur 128 équipes, 64 rencontres ont été jouées le 4 août 1963. Les équipes participantes à ce tour préliminaire sont sélectionnées « par province » et selon des critères propres à chaque Comité provincial (CP).

#### Résultats - Premier groupe (A)
Clubs des provinces de Flandre occidentale et de Flandre orientale :
- Les clubs des communes (Dottignies, Herseaux, Mouscron...) qui sont rattachées administrativement à la Province de Hainaut, à la suite de la fixation définitive de la Frontière linguistique par les lois du 8 novembre 1962 et du 2 août 1963, restent de leur propre volonté « flandriens » auprès de l'URBSFA.

| OT      | A domicile                              | En déplacement                                | Scores | « Penalties » |
| T1-A-01 | R. RC Wetteren (p1-OVl)                 | FC Red Star Haasdonk (p1-OVl)                 | 3-1    |               |
| T1-A-02 | K. VC De Toekomst Borsbeke (p1-OVl)     | R. AS Renaisienne ( p1-OVl)                   | 0-1    |               |
| T1-A-03 | FC Sportverbroedering Wevelgem (p1-WVl) | K. FC Harelbeke (p1-WVl)                      | 3-0    |               |
| T1-A-04 | K. FC Kuurne Sport (p1-WVl)             | Sparta Waasmunster ( p1-OVl)                  | 3-2    |               |
| T1-A-05 | K. FC Izegem ( p1-WVl)                  | Eendracht Wervik (p1-WVl)                     | 0-3    |               |
| T1-A-06 | ARA Mouscronnoise (p1-WVl)              | RC Gavere (p1-OVL)                            | 6-3    |               |
| T1-A-07 | K. White Star Club Lauwe ( p1-WVl)      | K. FC Roeselare (p1-WVl)                      | 2-1    |               |
| T1-A-08 | US Herseautoise (p1-WVl)                | K. FC Poperinge (p1-WVl)                      | 3-1    |               |
| T1-A-09 | K. FC Meulebeke (p1-WVl)                | K. Standaard Voetbalbond Denderleeuw (p1-OVl) | 7-1    |               |
| T1-A-10 | R. Excelsior AC St-Niklaas (p1-OVl)     | SK Steenbrugge (p1-WVl)                       | 2-6    |               |
| T1-A-11 | K. SV Oudenaarde (p1-OVl)               | FC Denderleeuw (p1-OVl)                       | 1-2    |               |
| T1-A-12 | K. FC Heist (p1-WVl)                    | K. Football AC Meulestede (p1-OVl)            | 6-2    |               |
| T1-A-13 | K. Stade Kortrijk (-P)                  | Sparta Buggenhout (p1-OVl)                    | 6-2    |               |
| T1-A-14 | FC Gerda St-Niklaas (-P)                | K. FC Evergem-Center (-P)                     | 4-2    |               |

#### Résultats - Deuxième groupe (B)
Clubs des provinces d'Anvers, de Brabant et de Limbourg :
| OT       | A domicile                           | En déplacement                       | Scores | « Penalties » |
| T1-B-01  | RC Boortmeerbeek (p2-Bbt)            | K. FC Wespelaar Sportief (p1-Bbt)    | 0-6    |               |
| T1-B-02  | Voorwaarts Hakendover (p2-Bbt)       | FC Baal (p2-Bbt)                     | 3-1    |               |
| T1-B-03  | Hechtel FC (p1-Lim)                  | K. VV Vlug & Vrij Stokkem (p1-Lim)   | 0-0    | ?-?           |
| T1-B-04  | Kalmthout SK (p1-Anv)                | Malderen FC (p2-Bbt)                 | 9-0    |               |
| T1-B-05  | FC Heist Sportief (p1-Anv)           | FC Herenthout (p1-Anv)               | 2-1    |               |
| T1-B-06  | K. VV Looi Sport Tessederlo (p1-Lim) | K. FC Moedige Duivels Halen (p1-Lim) | 6-1    |               |
| T1-B- 07 | Vebroedering Hofstade (p2-Bbt)       | SK Heusden (p1-Lim)                  | 4-4    | ?-?           |
| T1-B-08  | K. VV Vigor Beringen (p1-Lim)        | VV Hamontlo (p1-Lim)                 | 3-0    |               |
| T1-B-09  | FC Éclair Kessel-Lo ( p2-Bbt)        | Rapid Spouwen (p1-Lim)               | 2-2    | ?-?           |
| T1-B-10  | K. FC Schoten SK (p1-Anv)            | K. Helzold FC Zolder (-P)            | 2-3    |               |
| T1-B-11  | FC Germinal Ekeren (p1-Anv)          | Crainhem Espérance (p2-Bbt)          | 7-2    |               |
| T1-B-12  | K. VV Vosselaar (p1-Anv)             | K. FC Heultje (p1-Anv)               | 2-5    |               |
| T1-B-13  | K. FC Putte (p1-Anv)                 | K. FC Meerhout Sport (p1-Anv)        | 0-3    |               |
| T1-B-14  | Vlug & Vrij Lummen (p1-Lim)          | K. FC Grobbendonk (p1-Anv)           | 1-3    |               |
| T1-B-15  | Zonhoven Vrij & Vlug (p1-Lim)        | FC Nijlen (p1-Anv)                   | 3-0    |               |
| T1-B-16  | K. Nielse SV (-P)                    | Vlug-Op Wemmel (p1-Bbt)              | 1-4    |               |
| T1-B-17  | VC Westerlo (p1-Anv)                 | K. FC Zwartberg (p1-Lim)             | 5-2    |               |
| T1-B-18  | Sporting Alken (p1-Lim)              | FC Melsbroek ( p2-Bbt)               | 14-1   |               |
| T1-B-19  | K. Maccabi SC Voetbal Antwerp (-P)   | K. FC Klein-Brabant ( p2-Anv)        | 4-2    |               |
| T1-B-20  | VC Delta Londerzeel (p2-Bbt)         | Hoeselt VV (p1-Lim)                  | 1-6    |               |

#### Résultats - Troisième groupe (C)
Clubs des provinces de Province de Brabant, de Hainaut et de Namur :
| OT      | A domicile                       | En déplacement                             | Scores | « Penalties » |
| T1-C-01 | R. US Fossoise (p1-Nam)          | R. Goutroux Sports (p2-Hai)                | 1-1    | ?-?           |
| T1-C-02 | SC Eghezée (p1-Nam)              | R. SC Wasmes (p1-Hai)                      | 3-3    | ?-?           |
| T1-C-03 | JS Taminoise (p1-Nam)            | Eendracht Hoeilaart (p2-Bbt)               | 3-2    |               |
| T1-C-04 | R. CS Hallois (p1-Bbt)           | R. Sporting Association Forchies ( p1-Hai) | 3-2    |               |
| T1-C-05 | R. CS Marcinelle (p2-Hai)        | FC Chièvres (p1-Hai)                       | 4-2    |               |
| T1-C-06 | FC Ligny (p1-Nam)                | FC de Bray ( p2-Hai)                       | 3-3    | ?-?           |
| T1-C-07 | US Brainoise (p1-Hai)            | R. Amicale Athlétique Brainoise (p1-Hai)   | 2-0    |               |
| T1-C-08 | R. Amicale CS Couillet ( p2-Hai) | FC Farciennes (p1-Hai)                     | 0-3    |               |
| T1-C-09 | R. US Binchoise (p1-Hai)         | FC Flénu Sport (p2-Hai)                    | 2-0    |               |
| T1-C-10 | R. CS Florennois (p1-Nam)        | R. US Lessinoise (p1-Hai)                  | 0-5    |               |
| T1-C-11 | R. Entente Tamines (p1-Nam)      | Wallonia Association Namur (p-Nam)         | 3-1    |               |
| T1-C-12 | Jeunesse Aischoise (p1-Nam)      | R. CS Rebecquois (p2-Bbt)                  | 1-6    |               |
| T1-C-13 | R. Ham FC (p1-Nam)               | Bosquetia FC Frameries (p2-Hai)            | 1-1    | ?-?           |
| T1-C-14 | R. Excelsior Stéphanois (p3-Bbt) | R. Union Wallone Ciney (p1-Nam)            | 1-7    |               |

#### Résultats - Quatrième groupe (D)
Clubs des provinces de Liège, de Luxembourg et de Namur :
| OT      | A domicile                            | En déplacement                                   | Scores | « Penalties » |
| T1-D-01 | CS Welkenraedt (p1-Liè)               | R. CS Visétois (p1-Liè)                          | 4-3    |               |
| T1-D-02 | R. RC Vottem (p1-Liè)                 | R. Alliance Mélen-Micheroux (p1-Liè)             | 4-5    |               |
| T1-D-03 | Entente Marche FC (p1-Lux)            | US Tellinoise (p1-Lux)                           | 5-1    |               |
| T1-D-04 | FC Vencimontois (p1-Nam)              | FC La Royale Jeunesse Sportive Messancy (p1-Lux) | 1-2    |               |
| T1-D-05 | Milmort FC (p1-Liè)                   | R. Dolhain FC (p1-Liè)                           | 1-2    |               |
| T1-D-06 | Battice FC (p1-Liè)                   | RC Havelange (p1-Nam)                            | 8-0    |               |
| T1-D-07 | Léopold Club Bastogne (p1-Lux)        | R. Ans FC (-P)                                   | 2-3    |               |
| T1-D-08 | US Beauraing '61 (p1-Nam)             | R. Union Athlétique Plombières ( p2-Liè)         | 2-0    |               |
| T1-D-09 | R. CS Libramontois (p1-Lux)           | R. FC Hottonais (p1-Lux)                         | 5-1    |               |
| T1-D-10 | US Cheratte (p1-Liè)                  | R. CS Halanzy (p1-Lux)                           | 2-5    |               |
| T1-D-11 | SRU Verviers (-P)                     | FC St-Hubert (p1-Lux)                            | 5-0    |               |
| T1-D-12 | Bomal FC (p1-Lux)                     | JS Chênéenne (p1-Liè)                            | 2-1    |               |
| T1-D-13 | Entente Bertrigeoise (p1-Lux)         | Jeunesse Rochefortoise FC (-P)                   | 2-8    |               |
| T1-D-14 | US Ethe-Belmont (-P)                  | Racing Athlétique Florenvillois (p1-Lux)         | 6-0    |               |
| T1-D-15 | R. Albert Club Chèvremontois (p1-Liè) | Jeunesse Réunie d'Aye (p1-Lux)                   | 8-3    |               |
| T1-D-16 | FC Hollogne (p1-Liè)                  | Union St-Louis de St-Léger (p-Lux)               | 4-1    |               |

### Deuxième tour
Lors de ce deuxième tour, entrée en lice des (64) clubs évoluant dans les séries de Promotion lors de la saison précédente. Certaines équipes ont soit été promues en Division 3, ou soit reléguées en séries provinciales, mais elles sont toujours considérées comme « promotionnaires » et doivent entrer en lice lors de ce 2e tour.
Le principe des « groupes géographiques » est maintenu. Les qualifiés d'un groupe du premier tour affrontent un adversaire promotionnaire « de leur région ». Cette manière de faire est une réminiscence du 4e tour de l'édition 55-56, afin d'éviter des déplacements trop importants.
- 128 équipes, 64 rencontres jouées le dimanche 11 août 1963 (sauf une avancée au jeudi 8 août 1963 car la localité de Renaix héberge les « Mondiaux » sur route de cyclisme. Cinq parties sont avancées au samedi 10 août 1963).
  - Le SK St-Paulus Opwijk ne s'étant pas inscrit, il n'y a que 63 clubs de Promotion qui participent. Une équipe est exemptée de ce tour et atteint directement le 3e.
  - Trois des quatre clubs promus qui s'apprêtent à entamer le championnat de D3 passent à la trappe. Seul Beveren se qualifie.

NOTE: Ce dimanche 11 août 1963 reste dans l'Histoire du sport belge bien moins pour ce 2e tour de la 9e édition de la Coupe de Belgique de football que pour l'issue « surprenante » du Championnat du monde de cyclisme qui se déroule à Renaix et où, à la surprise générale, « l'équipier Beheyt » devance « le patron Van Looy »

### Résultats Premier groupe (A)
| OT      | à domicile                         | en déplacement                          | Scores | « Penalties »   |
| T2-A-01 | Eendracht Wervik (p1-WVl)          | White Star Ieper (P)                    | 2-3    | le 10 août 1963 |
| T2-A-02 | K. AV Dendermonde ( p1-OVl)        | K. FC Kuurne Sport (p-WVl)              | 0-4    | le 10 août 1963 |
| T2-A-03 | K. Vereniging CS Yprois (P)        | FC Sportverbroedering Wevelgem (p1-WVl) | 5-1    | le 10 août 1963 |
| T2-A-04 | K. SK Geraardsbergen (P)           | K. White Star Club Lauwe ( p1-WVl)      | 3-1    | le 10 août 1963 |
| T2-A-05 | R. RC Wetteren (p1-OVl)            | K. SC Menen (P)                         | 2-0    |                 |
| T2-A-06 | K. Stade Kortrijk (-P)             | K. FC Scela Zele (P)                    | 4-2    |                 |
| T2-A-07 | US Herseautoise (p1-WVl)           | KM SK Deinze (P)                        | 1-1    | ?-?             |
| T2-A-08 | FC Ninove (P)                      | ARA Mouscronnoise (p1-WVl)              | 2-2    | ?-?             |
| T2-A-09 | K. SV Blankenberge (P)             | FC Gerda St-Niklaas (-P)                | 3-1    |                 |
| T2-A-10 | FC Denderleeuw (p1-OVl)            | SK Lebbeke (P)                          | 3-1    |                 |
| T2-A-11 | K. Football AC Meulestede (p1-OVl) | K. VG Oostende (P)                      | 0-3    |                 |
| T2-A-12 | K. FC Meulebeke (p1-WVl)           | R. Stade Mouscronnois (-III)            | 4-2    |                 |
| T2-A-13 | SK Steenbrugge (p1-WVl)            | K. RC Lokeren (P)                       | 6-1    |                 |
| T2-A-14 | R. US Tournaisienne (P)            | R. AS Renaisienne (p1-OVl)              | 3-0    | le 8 août 1963  |

### Résultats Deuxième groupe (B)
| OT      | à domicile                             | en déplacement                         | Scores | « Penalties »       |
| T2-B-01 | K. FC Mol Sport (P)                    | K. Helzold FC Zolder (-P)              | 1-1    | ?-? le 10 août 1963 |
| T2-B-02 | K. VV Ons Genoegen Vorselaar -(p1-Anv) | K. FC Wespelaar Sportief (p1-BBT)      | 1-0    | le 10 août 1963     |
| T2-B-03 | K. VV Vlug & Vrij Stokkem (p1-Lim)     | Verbreodering Mechelen-a/d-Maas (-III) | 2-1    |                     |
| T2-B-04 | Vereniging Aarschot Sport ( p1-Bbt)    | Rapid Spouwen (p1-Lim)                 | 1-6    |                     |
| T2-B-05 | K. FC Meerhout Sport (p1-Anv)          | Witgoor Sport Dessel (P)               | 2-1    |                     |
| T2-B-06 | K. FC Verbroedering Geel (P)           | K. VV Vigor Beringen (p1-Lim)          | 2-1    |                     |
| T2-B-07 | Hoeselt VV (p1-Lim)                    | FC Lommelse SK (P)                     | 2-4    |                     |
| T2-B-08 | K. AC Verbroedering Brasschaat (P)     | K. FC Heultje (p1-Anv)                 | 2-1    |                     |
| T2-B-09 | Beveren-Waas SK (-III)                 | FC Heist Sportief (p1-Anv)             | 5-0    |                     |
| T2-B-10 | FC St-Gillis/Waas (P)                  | Zonhoven Vrij & Vlug (p1-Lim)          | 0-2    |                     |
| T2-B-11 | K. VV Looi Sport Tessederlo (p1-Lim)   | K. FC Duffel (P)                       | 2-0    |                     |
| T2-B-12 | VC Westerlo (p1-Anv)                   | K. Hoboken SK (P)                      | 2-0    |                     |
| T2-B-13 | SK Heusden (p1-Lim)                    | Cappellen FC KM (P)                    | 2-4    |                     |
| T2-B-14 | K. FC Grobbendonk (p1-Anv)             | Kontich FC (P)                         | 0-1    |                     |
| T2-B-15 | Vlug-Op Wemmel (p1-Bbt)                | K. FC Winterslag (P)                   | 0-7    |                     |
| T2-B-16 | K. Bocholter VV (P)                    | K. SC Maccabi Antwerpen (-P)           | 1-4    |                     |
| T2-B-17 | K. Excelsior FC Hasselt (P)            | Kalmthout SK (p1-Anv)                  | 2-3    |                     |
| T2-B-18 | Rupel SK (P)                           | FC Germinal Ekeren (p1-Anv)            | 2-5    |                     |
| T2-B-19 | K. Hasseltse VV ( p1-Lim)              | Sporting Alken (p1-Lim)                | 1-3    |                     |
| T2-B-20 | Voorwaarts Hakendover (p2-Bbt)         | K. Patria FC Tongeren (P)              | 2-4    |                     |

### Résultats Troisième groupe (C)
| OT      | à domicile                                  | en déplacement                    | Scores | « Penalties » |
| T2-C-01 | JS Taminoise (p1-Nam)                       | Racing Jette (P)                  | 2-6    |               |
| T2-C-02 | R. Vilvorde FC ( p1-Bbt)                    | R. CS Hallois (p1-Bbt)            | 1-0    |               |
| T2-C-03 | R. CS Schaerbeek (P)                        | R. Goutroux Sports (p1-Hai)       | 12-1   |               |
| T2-C-04 | R. SC Boussu-Bois ( p-Hai)                  | R. CS Rebecquois (p2-Bbt)         | 4-0    |               |
| T2-C-05 | SC Eghezée (p1-Nam)                         | R. Ixelles SC (P)                 | 0-6    |               |
| T2-C-06 | R. Union Wallonne Ciney (p1-Nam)            | FC Denderzonen Pamel (P)          | 1-4    |               |
| T2-C-07 | R. Gosselies Sport (P)                      | FC de Bray (p2-Hai)               | 4-1    |               |
| T2-C-08 | R. FC Écaussinois ( p1-Hai)                 | R. US Binchoise (p1-Hai)          | 2-2    | ?-?           |
| T2-C-09 | FC Farciennes (p1-Hai)                      | US du Centre (P)                  | 2-1    |               |
| T2-C-10 | R. Association Marchiennoise des Sports (P) | R. CS Marcinelle (p2-Hai)         | 6-0    |               |
| T2-C-11 | R. US Lessinoise (p1-Hai)                   | R. Humbeek FC ( p1-Bbt)           | 3-0    |               |
| T2-C-12 | US Brainoise (p1-Hai)                       | R. FC Étincelle Maurage ( p1-Hai) | 2-0    |               |
| T2-C-13 | R. Entente Tamines (p1-Nam)                 | R. CS La Forestoise (P)           | 1-5    |               |
| T2-C-14 | Bosquetia FC Frameries (p2-Hai)             |                                   | bye    |               |

### Résultats Quatrième groupe (D)
| OT      | à domicile                            | en déplacement                                   | Scores | « Penalties » |
| T2-D-01 | R. Ans FC (-P)                        | Union Momalloise (P)                             | 2-2    | ?-?           |
| T2-D-02 | R. FC Bressoux (P)                    | SRU Verviers (-P)                                | 1-6    |               |
| T2-D-03 | AS Eupen (P)                          | FC Hollogne (p1-Liè)                             | 7-1    |               |
| T2-D-04 | Bomal FC (p1-Lux)                     | R. Union Hutoise FC (P)                          | 1-2    |               |
| T2-D-05 | Entente Marche FC (p1-Lux)            | R. Stade Louvaniste (P)                          | 1-1    | ?-?           |
| T2-D-06 | CS Welkenraedt (p1-Liè)               | AS Herstalienne SR ( p1-Liè)                     | 2-0    |               |
| T2-D-07 | R. Dolhain FC (p1-Liè)                | R. Club Amay Sportif ( p1-Liè)                   | 5-0    |               |
| T2-D-08 | R. Alliance Melen-Micheroux (p1-Liè)  | R. Excelsior SC Virton (P)                       | 4-1    |               |
| T2-D-09 | R. Albert Club Chèvremontois (p1-Liè) | RC Stockay-Warfusée (P)                          | 1-3    |               |
| T2-D-10 | R. SC Athusien ( p-Lux)               | FC La Royale Jeunesse Sportive Messancy (p1-Lux) | 5-1    |               |
| T2-D-11 | R. CS Libramontois (p1-Lux)           | R. Herve FC (P)                                  | 2-8    |               |
| T2-D-12 | R. Fléron FC (P)                      | Jeunesse Rochefortoise FC (-P)                   | 2-1    |               |
| T2-D-13 | US d'Ethe-Belmont (-P)                | R. Wavre Sport (P)                               | 2-3    |               |
| T2-D-14 | R. Dinant FC (P)                      | Battice FC (p1-Liè)                              | 4-0    |               |
| T2-D-15 | US Beauraing '61 (p1-Nam)             | Voorwaarts Tienen (-III)                         | 6-1    |               |
| T2-D-16 | R. CS Halanzy (p1-Lux)                | R. CS Andennais (P)                              | 3-1    |               |

## Troisième tour
Ce 3e tour ne concerne que les 64 rescapés du 2e tour. Il s'agit de 1 club de Division 3, 35 de Promotion et 28 Provinciaux.
- 64 équipes, 32 rencontres jouées le dimanche 18 août 1963 (sauf une avancée au samedi 17).

### Répartition par provinces
| Provinces                                                                                               | Clubs provinciaux | Clubs de Promotion | Clubs de Division 3 | Totaux |
| --- | ----------------- | ------------------ | ------------------- | ------ |
| Totaux par division                                                                                     | 28                | 35                 | 1                   | 64     |
| Province d'Anvers                                                                                       | 5                 | 5                  | 0                   | 10     |
| Province de Brabant Région de Bruxelles-Capitale Province du Brabant flamand Province du Brabant wallon | 1                 | 7                  | 0                   | 8      |
| Province de Flandre-Occidentale                                                                         | 3                 | 5                  | 0                   | 0      |
| Province de Flandre-Orientale                                                                           | 2                 | 3                  | 1                   | 6      |
| Province de Hainaut                                                                                     | 6                 | 3                  | 0                   | 9      |
| Province de Liège                                                                                       | 3                 | 7                  | 0                   | 10     |
| Province de Limbourg                                                                                    | 5                 | 4                  | 0                   | 9      |
| Province de Luxembourg                                                                                  | 2                 | 0                  | 0                   | 2      |
| Province de Namur                                                                                       | 1                 | 0                  | 0                   | 1      |

### Résultats Premier groupe (A)
| OT      | à domicile                  | en déplacement              | Scores | « Penalties » |
| T3-A-01 | R. RC Wetteren (p1-OVl)     | K. SV Blankenberge (P)      | 0-2    |               |
| T3-A-02 | K. Vereniging CS Yprois (P) | K. Stade Kortrijk (-P)      | 4-0    |               |
| T3-A-03 | K. FC Meulebeke (p1-WVl)    | K. SK Geraardsbergen (P)    | 2-3    |               |
| T3-A-04 | White Star Ieper (P)        | K. FC Kuurne Sport (p1-WVl) | 4-0    |               |
| T3-A-05 | KM SK Deinze (P)            | FC Ninove (P)               | 3-2    |               |
| T3-A-06 | K. VG Oostende (P)          | R. US Tournaisienne (P)     | 2-1    |               |
| T3-A-07 | SK Steenbrugge (p1-WVl)     | FC Denderleeuw (p1-OVl)     | 5-2    |               |

### Résultats Deuxième groupe (B)
| OT      | à domicile                         | en déplacement                        | Scores | « Penalties » |
| T3-B-01 | K. Helzold FC Zolder (-P)          | K. SC Maccabi Antwerpen (-P)          | 1-2    |               |
| T3-B-02 | VC Westerlo (p1-Anv)               | Zonhoven Vrij & Vlug (p1-Lim)         | 1-6    |               |
| T3-B-03 | FC Germinal Ekeren (p-Anv)         | FC Lommelse SK (P)                    | 2-2    | ?-?           |
| T3-B-04 | K. VV Vlug & Vrij Stokkem (p1-Lim) | K. FC Meerhout Sport (p1-Anv)         | 2-1    |               |
| T3-B-05 | Sporting Alken (p1-Lim)            | K. Patria FC Tongeren (P)             | 4-2    |               |
| T3-B-06 | Kontich FC (P)                     | K. VV Ons Genoeden Vorselaar -(p-Anv) | 3-2    |               |
| T3-B-07 | Rapid Spouwen (p1-Lim)             | Cappellen FC KM (P)                   | 0-0    | ?-?           |
| T3-V-08 | K. FC Verbroedering Geel (P)       | K. AC Verbroedering Brasschaat (P)    | 2-0    |               |
| T3-B-09 | K. FC Winterslag (P)               | K. VV Looi Sport Tessenderlo (p1-Lim) | 3-1    |               |
| T3-B-10 | SK Beveren-Waas (-III)             | Kalmthout SK (p-Anv)                  | 6-4    |               |

### Résultats Troisième groupe (C)
| OT      | à domicile                      | en déplacement                              | Scores | « Penalties »   |
| T3-C-01 | R. CS La Forestoise (P)         | R. Gosselies Sport (P)                      | 1-3    | le 17 août 1963 |
| T3-C-02 | US Brainoise (p1-Hai)           | Racing Jette (P)                            | 2-2    | 3-2             |
| T3-C-03 | R. CS Schaerbeek (P)            | FC Denderzonen Pamel (P)                    | 5-0    |                 |
| T3-C-04 | R. SC Boussu-Bois ( p1-Hai)     | K. Vilvoorde FC ( p1-Bbt)                   | 1-1    | ?-?             |
| T3-05   | R. US Lessinoise (p1-Hai)       | R. Association Marchiennoise des Sports (P) | 1-3    |                 |
| T3-C-06 | R. Ixelles SC (P)               | R. FC Écaussinois ( p1-Hai)                 | 3-1    |                 |
| T3-C-07 | Bosquetia FC Frameries (p1-Hai) | FC Farciennes (p1-Hai)                      | 1-3    |                 |

### Résultats Quatrième groupe (D)
| OT      | à domicile                           | en déplacement           | Scores | « Penalties » |
| T3-D-01 | R. Herve FC (P)                      | R. Fléron FC (P)         | 2-1    |               |
| T3-D-02 | Union Momalloise (P)                 | R. Stade Louvaniste (P)  | 2-1    |               |
| T3-D-03 | R. Alliance Mélen-Micheroux (p1-Liè) | RC Stockay-Warfusée (P)  | 3-2    |               |
| T3-D-04 | R. CS Halanzy (p1-Lux)               | R. Union Hutoise FC (P)  | 3-4    |               |
| T3-D-05 | SRU Verviers (-P)                    | R. Dolhain FC (p1-Liè)   | 3-1    |               |
| T3-D-06 | US Beauraing '61 (p1-Nam)            | AS Eupen (P)             | 0-3    |               |
| T3-D-07 | R. Wavre Sport (P)                   | R. SC Athusien ( p1-Lux) | 6-0    |               |
| T3-D-08 | CS Welkenraedt (p1-Liè)              | R. Dinant FC (P)         | 2-1    |               |

## Quatrième tour
Lors de ce quatrième tour, entrée en lice des (32) clubs évoluant dans les séries de Division 3 lors de la saison précédente. Les 32 rescapés des trois premiers tours sont 1 clubs de Division 3, 20 de Promotion et 11 Provinciaux. À ces chiffres s'ajoutent 26 équipes de D3, 2 cercles de D2 (les promus de D3 à la fin de la saison précédente) et 4 équipes de Promotion (les relégués de D3 de la fin de la saison précédente).
À partir de ce 4e tour, il n'y a plus de « groupes géographiques ».

### Répartition par provinces
| Provinces                                                                                               | Clubs provinciaux | Clubs de Promotion | Clubs de Division 3 | Clubs de Division 2 | Totaux |
| --- | ----------------- | ------------------ | ------------------- | ------------------- | ------ |
| Totaux par division                                                                                     | 11                | 24                 | 27                  | 2                   | 64     |
| Province d'Anvers                                                                                       | 1                 | 4                  | 4                   | 1                   | 10     |
| Province de Brabant Région de Bruxelles-Capitale Province du Brabant flamand Province du Brabant wallon | 0                 | 4                  | 4                   | 0                   | 8      |
| Province de Flandre-Occidentale                                                                         | 1                 | 4                  | 2                   | 1                   | 8      |
| Province de Flandre-Orientale                                                                           | 0                 | 2                  | 7                   | 0                   | 9      |
| Province de Hainaut                                                                                     | 3                 | 3                  | 2                   | 0                   | 8      |
| Province de Liège                                                                                       | 2                 | 5                  | 3                   | 0                   | 10     |
| Province de Limbourg                                                                                    | 4                 | 1                  | 3                   | 0                   | 9      |
| Province de Luxembourg                                                                                  | 0                 | 1                  | 0                   | 0                   | 1      |
| Province de Namur                                                                                       | 0                 | 0                  | 2                   | 0                   | 2      |

### Légende4etour
|  | Clubs des séries provinciales qualifiés pour le 5e tour (1/32e de finale) |  | Clubs de Promotion qualifiés pour le 5e tour (1/32e de finale)  |
|  | Clubs de Division 3 qualifiés pour le 5e tour (1/32e de finale)           |  | Clubs de Division 2 qualifiés pour le 5e tour (1/32e de finale) |

: Tenant du titre depuis 1956
: indique que le club a été relégué dans la division renseignée à la fin de la saison précédente
: indique que le club a été promu dans la division renseignée à la fin de la saison précédente
« « ?-? »: le résultat des « bottés de penalties » n'est pas connu.

### Résultats
Dans le tableaux ci-dessous, les matchs sont listés comme dans la présentation des journaux de l'époque.
- 64 équipes, 32 rencontres jouées le 25 août 1963.
  - La logique hiérarchique n'est pas toujours respectée, douze cercles de Promotion parviennent à se hisser en 1/32e de finale.
  - Parmi les résultats remarquables, on note l'entrée en lice...et l'élimination du tenant du trophée. Le R. RC Tournaisien, relégué en D3 en 1962. Les « Rats » sont boutés dehors par le cercle promotionnaire de l'Union Momalloise.
  - Un club provincial parvient à franchir ce 4e tour. Les Limbourgeois du K. VV Vlug & Vrij Stokkem  vont s'imposer au Club Renaisien, pensionnaire de « D3 ».

| OT    | à domicile                           | en déplacement                              | Scores | « Penalties » |
| T4-01 | FC Waeslandia Burght (III)           | FC Farciennes (p-Hai)                       | 2-1    |               |
| T4-02 | K. FC Vigor Hamme (III)              | K. Vereniging CS Yprois (P)                 | 0-1    |               |
| T4-03 | V&V Overpelt-Fabriek (III)           | Zonhoven Vrij & Vlug (p1-Lim)               | 3-2    |               |
| T4-04 | R. Ixelles SC (P)                    | K. SK Roeselare (III)                       | 0-3    |               |
| T4-05 | VC Zwevegem Sport (III)              | Rapid Spouwen (p1-Lim)                      | 5-0    |               |
| T4-06 | R. FC La Rhodienne (-III 1)          | R. Association Marchiennoise des Sports (P) | 2-1    |               |
| T4-07 | KM SK Deinze (P)                     | K. SV Waregem (-II)                         | 1-2    |               |
| T4-08 | R. Uccle Sport (III)                 | R. CS Schaerbeek (P)                        | 5-2    |               |
| T4-09 | K. Daring Club Leuven (III)          | US Brainoise (p1-Hai)                       | 3-1    |               |
| T4-10 | Union Momalloise (P)                 | R. Racing Club Tournaisien (III)            | 1-0    |               |
| T4-11 | R. FC Renaisien (III)                | K. VV Vlug & Vrij Stokkem (p1-Lim)          | 1-2    |               |
| T4-12 | R. FC Sérésien (III)                 | R. Herve FC (P)                             | 4-1    |               |
| T4-13 | K. SC Maccabi Antwerpen (-P)         | FC Eendracht Houtlalen (III)                | 3-1    |               |
| T4-14 | R. AEC Mons (III)                    | Beveren-Waas SK (-III)                      | 0-6    |               |
| T4-15 | SRU Verviers (-P)                    | UBS Auvelais (III)                          | 3-0    |               |
| T4-16 | K. Lyra (III)                        | R. Union Hutoise FC (P)                     | 1-0    |               |
| T4-17 | R. Gosselies Sport (P)               | R. AA Louvièroise (-P)                      | 1-4    |               |
| T4-18 | R. Racing FC Montegnée (III)         | SK Steenbrugge (p1-WVl)                     | 3-1    |               |
| T4-19 | K. FC Eeklo (III)                    | K. FC Winterslag (P)                        | 0-1    |               |
| T4-20 | K. SV Sottegem (III)                 | FC Germinal Ekeren (p1-Anv)                 | 2-0    |               |
| T4-21 | R. Alliance Melen-Micheroux (p1-Liè) | K. Wezel Sport FC (III)                     | 0-2    |               |
| T4-22 | K. Willebroekse SV (III)             | Sporting Alken (p1-Lim)                     | 2-0    |               |
| T4-23 | White Star Ieper (P)                 | K. Tongerse SV Cercle (III)                 | 4-4    | ?-?           |
| T4-24 | R. Stade Waremmien FC (III)          | K. SK Geraardsbergen (P)                    | 1-1    | ?-?           |
| T4-25 | K. St-Niklaasse SK (III)             | R. SC Boussu-Bois ( p1-Hai)                 | 4-0    |               |
| T4-26 | K. Boom FC (-II)                     | CS Welkenraedt (p1-Liè)                     | 6-1    |               |
| T4-27 | K. FC Tubantia Borgerhout (-P)       | K. SV Blankenberge (P)                      | 1-1    | ?-?           |
| T4-28 | R. Entente Sportive Jamboise (III)   | Kontich FC (P)                              | 1-1    | 3-2           |
| T4-29 | R. Wavre Sport (P)                   | R. RC de Gand (III)                         | 3-2    |               |
| T4-30 | R. Jeunesse Arlonaise (-P)           | AS Eupen (P)                                | 0-3    |               |
| T4-31 | K. FC Verbroedering Geel(P)          | R. RC Tirlemont (III)                       | 2-1    |               |
| T4-32 | K. VG Oostende (P)                   | R. CS Brainois (-P)                         | 1-2    |               |

1 R. FC La Rhodienne évolue en Promotion jusqu'au terme de la saison 1962-1963. Ensuite, le club « échange » son matricule avec celui du Racing CB - lequel s'unit (pas de fusion) avec le R. White Star AC pour former le R. Racing White -  et prend la place du « Racing »  en « Division 3 ».

## Bilan des Tours préliminaires
Au sortir des tours préliminaires, la Province de Luxembourg n'a plus aucun représentant engagé. Celle du Limbourg est la seule à compter au moins un club de chaque niveau hiérarchique.
| Provinces                                                                                               | Clubs provinciaux | Clubs de Promotion | Clubs de Division 3 | Clubs de Division 2 | Totaux |
| --- | ----------------- | ------------------ | ------------------- | ------------------- | ------ |
| Totaux par division                                                                                     | 1                 | 12                 | 17                  | 2                   | 32     |
| Province d'Anvers                                                                                       | 0                 | 2                  | 4                   | 1                   | 7      |
| Province de Brabant Région de Bruxelles-Capitale Province du Brabant flamand Province du Brabant wallon | 0                 | 2                  | 3                   | 0                   | 5      |
| Province de Flandre-Occidentale                                                                         | 0                 | 3                  | 2                   | 1                   | 6      |
| Province de Flandre-Orientale                                                                           | 0                 | 0                  | 3                   | 0                   | 3      |
| Province de Hainaut                                                                                     | 0                 | 1                  | 0                   | 0                   | 1      |
| Province de Liège                                                                                       | 0                 | 3                  | 3                   | 0                   | 6      |
| Province de Limbourg                                                                                    | 1                 | 1                  | 1                   | 0                   | 3      |
| Province de Namur                                                                                       | 0                 | 1                  | 0                   | 0                   | 1      |

### Sources et liens externes
- (nl) Résultats complets sur le site www.bsdb.be